# Huis Brias
Huis Brias is een monumentaal huis en voormalig kasteel in het Nederlandse dorp Baexem, provincie Limburg. 

## Geschiedenis
De oudste vermelding van het huis dateert uit de 16e eeuw. De familie Borman werd toen als eigenaar genoemd van het riddermatige huis, dat zij in leen hielden van Thorn. Naar deze familie werd het huis ook voor een langere periode Bormanshuis genoemd. Mogelijk was de familie verwant met de eigenaren van het huis Ten Hove.
Het huis kwam via vererving terecht bij families als Van Pollart, Van Bock tot Pattern en Von Claw.
Mattheus van Bocholt, scholtis van Weert, kocht in 1686 het huis aan. Begin 18e eeuw erfde zijn kleinzoon Christophorus Mattheus de Bree, admodiateur van het graafschap Horn, het huis. Waarschijnlijk was hij degene die in 1717 het huidige huis liet bouwen. In 1739 trouwde zijn dochter met de Vlaming Claudius Emanuel de Brias. De naam van de familie De Brias ging hierna over op het huis.
Het geslacht De Brias bleef tot in de 19e eeuw eigenaar van het huis, maar stierf uit in mannelijke lijn. De familie Stercken erfde Huis Brias. Zij werden eind 19e eeuw opgevolgd door de familie Boost.

## Beschrijving
Van het oorspronkelijke 16e-eeuwse Bormanshuis zijn mogelijk nog delen bewaard gebleven in het huidige, in 1717 gebouwde Huis Brias. Hoe het Bormanshuis er uit heeft gezien, is niet bekend.
Huis Brias is een rechthoekig, witgeschilderd bakstenen pand van twee bouwlagen, afgedekt door een schilddak. Op de nokhoeken van het dak staan windvanen die een alliantiewapen tonen. In de voorgevel zijn vier bakstenen pilasters aangebracht die zorgen voor een verdeling in drie traveeën; de middelste travee wordt bekroond door een dakkapel. De muurankers geven het jaartal 1717 aan. De vensters op de onderste bouwlaag hebben hardstenen omlijstingen. Aan de achterzijde is eind 20e eeuw een serre gebouwd. Binnen in het huis bevindt zich een 16e-eeuwse schouw. 
Naast het hoofdgebouw staan twee bouwhuizen. 
Aerwinkel · Kasteel Afferden · Aldt Huys · Aldenborgh · Kasteel Aldenghoor · Aldenhoven · Alte Burg · Kasteel Amstenrade · Slot Annendael · Kasteel Arcen · Baersdonck · Bakvliet · Baronsberg · Baxhof · Beegden ·  Benzenrade · Kasteel De Berckt · Kasteel Bethlehem · Beusdaelshof · Binsfeld · Huis Blankenberg · Kasteel Bleijenbeek · Blitterswijck · Boerlo · Bolberg · Bollenberg · Kasteel De Bongard · Borggraaf · Kasteel d'Erp · Kasteel Borggraaf · Kasteel Borgharen · Kasteel Born · Huis Bree · Breust · Kasteel Broekhuizen · Broekhuizen · Gracht Burggraaf · Kasteel De Burght · Kasteel Cartils · Cloppenburg (Oost-Maarland) · Kasteel Cortenbach · Huis De Dael · Dammerscheid · Kasteel De Bockenhof · De Donck (Sevenum) · De Donck (Swolgen) · De Dorth ·  Huis ten Dijcken · Kasteel Doenrade · De Doom · Douve · Douvenrade · De Dries · Kasteel Erenstein · Kasteel Eijsden · Eijsden · Einrade · Kasteel Elsloo · Ensenbroek · Eperhuis · Etzenraderhuuske · Exaten · Kasteel Eijckholt · Kasteel Eyckholt · Eys · Gastendonck · Kasteel Genbroek · Gebroken Slot · Kasteel Geijsteren · Kasteel Op Genhoes · Kasteel Genhoes · Genneperhuis · Kasteel Het Geudje · Kasteel Geulle · Kasteel Geusselt · Geijsteren · Gen Heck · Ghoor · Kasteel Goedenraad · Kasteel Grasbroek · Kasteel Groenendaal · Groethof · Groot Paarlo · Kasteel van Gronsveld · De Gun ·Kasteel Haeren · Kasteel Den Halder · Heerlaer · Heeze · Heijen · 's-Herenanstel · Kasteel Hillenraad · Kasteel Hoensbroek · Hoenshuis · Holstrate · Holtmühle · Huize Holtum · Kasteel Horn · De Horst · Huys ter Horst · Ten Hove (Grathem) · Ten Hove (Panningen) · Huis Brias · Huis Darth ·  Kasteel Hurpesch · Kasteel Sint-Jansgeleen · Kasteel Jerusalem · Kasteel Kaldenbroek · Den Kamp · Kasteel Karsveld · Kasteel Keverberg · Klein Paarlo · Klimmender Huuske · De Kolck · Koppelberg · Laar · Landsfort · Kasteel Lemiers · Kasteelruïne Lichtenberg · Kasteel Limbricht · Lonesteyn · Huize Lovendael · Mazenburg · Kasteel van Meerlo · Kasteel Meerssenhoven · Meezenbroek · Kasteel van Mheer · Middelaar · Kasteel Millen · Kasteel Montfort · Movert · Mulrode · De Munt · Château Neercanne · Kasteel Neubourg · Nienghoor · Huis Nierhoven · Kasteel Nieuwenbroeck · Nije Huys · Kasteel Nijenborgh · Kasteel Nijswiller · Nijthuysen · Kasteel Obbicht · Oedenrade · Kasteel Ooijen · Kasteel Oost (Valkenburg) · Kasteel Oost (Oost-Maarland) · Kasteel Ouborg · Overen · Kasteel Passarts-Nieuwenhagen · Prickenis · Prinsenhof · Puth · De Putting · Raath · De Raay · Ravenhof · Kasteel Reijmersbeek · Kasteel van Rijckholt · Kasteel Rivieren · Rodenbroek · Rosendaal · Kasteel Schaesberg · Kasteel Schaloen · Te Scharen · Schenkenburg · Kasteel Scheres · De Spijker (Geijsteren) · De Spijker (Leeuwen) · Huis Severen · Sibberhuuske · Château St. Gerlach · Spraland · Huis De Spyker · Huize Stalberg · Stalberg (Wellerlooi) · De Steeg · Kasteel Stein · Steinhagen · Steenen Huis · Stoel van Swentibold · Strijthagen (Landgraaf) · Strijthagen (Welten) · Struyver · Kasteel Terborgh · Terlinden (Wijnandsrade) · Terveurdt · Ter Weyer · Kasteel Ter Worm · De Tombe · Huis De Torentjes · Triest · Trippaert · Kasteel Vaalsbroek · Kasteel Vaeshartelt · Valkenburg · Vliek · De Vroenhof · Vrijburg · Kasteel Wambach · Warenberg · Well · Weyershof ·  Wijlre · Kasteel Wijnandsrade · Wijnandsrade · Wijnantshof · Wissegracht · Huize Witham · Kasteel Wittem · Wolfrath · Wylre